# Auke Swevers
Auke Swevers (26 augustus 2004) is een Belgische verdediger die speelt voor Oud-Heverlee Leuven in de Super League.